# Звёзды петербургского джаза
«Звёзды петербургского джаза» — музыкальный проект вокалиста группы Billy’s Band Билли Новика и кларнетиста Константина Хазановича, который собирает на одной сцене сильнейших джазменов Санкт-Петербурга.

## О проекте
Проект объединяет талантливых мастеров музыкального искусства Санкт-Петербурга, чтобы реализовать новую «энергию классического джаза», имеет несколько составов.
Билли Новик:
«Этот проект придумал сам Петербург — авторитетная петербургская джазовая школа. На сегодняшний момент в России петербургский джазовый стиль — весьма понятное на языке джаза образование. Этот проект долгосрочный, рассчитанный на 20 лет, в котором рано или поздно сыграют все достойные джазмены города».
Концертное программа «Звёзд петербургского джаза» включает в себя как групповые, так и сольные номера. В репертуар входят авторские композиции артистов и известные произведения джазовой классики. Все номера связаны конферансом и световым оформлением.
Презентация музыкальной программы «Звёзд петербургского джаза» состоялась 2 февраля 2015 года в Риге на сцене Русского драматического театра. Выступление прошло с аншлагом.
Второй концерт состоялся 23 мая в Санкт-Петербурге на сцене «Эрарта. Live».
27 мая — в Москве на сцене ЦДХ.

## Состав
Первый состав проекта:
- Билли Новик — вокал
- Константин Хазанович — кларнет
- Андрей Зимовец — фортепиано
- Кирилл Бубякин — саксофон
- Юлия Михайловская — вокал
- Егор Крюковских — ударные
- Николай Затолочный — контрабас